# Ibn Khallikan
Shams al-Dīn Abū l-ʿAbbās Aḥmad Ibn Muḥammad Ibn Khallikān (in arabo شمس الدين أبو العباس أحمد بن محمد بن خلكان‎?) (Irbil, 22 settembre 1211 – Damasco, 30 ottobre 1282) è stato un giurista e letterato iracheno.

## Biografia
Ibn Khallikān nacque ad Irbil, in Iraq, il 22 settembre 1211 e studiò in questa città, ad Aleppo e a Damasco. Studiò poi legge a Mosul e infine si stabilì al Cairo.

Divenne celebre come giurista, teologo di scuola shafi'ita e grammatico.

Ibn Khallikān si sposò nel 1252.

Ebbe il ruolo di assistente del Qāḍī capo in Egitto fino al 1261, quando assunse il ruolo di giudice capo a Damasco. L'incarico gli fu tolto nel 1271, allora tornò in Egitto e là rimase fino a che venne nuovamente insediato come giudice capo a Damasco nel 1278. Abbandonò questo incarico nel 1281 e morì a Damasco il 30 ottobre 1282.

## Nella cultura popolare
In una sua lettera, lo scrittore di fantasy Lovecraft cita Ibn Khallikān riferendosi al Necronomicon e questo ha portato qualche sprovveduto amante del genere horror ad attribuirgli la paternità di questo libro inesistente. In realtà Ibn Khallikān non cita in nessuno dei suoi scritti Abdul Alhazred, il preteso autore del Necronomicon.

## Opere
L'opera più nota di Ibn Khallikan è il dizionario biografico intitolato Wafayāt al-aʿyān wa-anbāʾ abnāʾ al-zamān وفيات الأعيان وأنباء أبناء الزمان (Dipartite di uomini illustri e storia dei figli dell'epoca). Iniziò a comporre quest'opera nel 1256 e continuò fino al 1274, utilizzando le opere di altri studiosi.

Le Dipartite di uomini illustri non includono biografie di personaggi già sufficientemente trattati, come il Profeta dell'Islam Muḥammad e i Califfi.
Quest'opera è stata tradotta in lingua inglese da William Mac Guckin de Slane ed è lunga oltre 2.700 pagine.